# Motor Club Terrassa
El Motor Club Terrassa, abreujat MCT, és una entitat esportiva egarenca fundada l'any 1949 que es dedica principalment a l'organització i participació en competicions de motociclisme. Presidit per Joan Torres Gibert, el MCT és conegut especialment per haver organitzat durant dècades una de les proves de trial més prestigioses del món, el Trial de Sant Llorenç.
Al final de 1999, l'Ajuntament de Terrassa concedí a l'entitat la Placa de la Ciutat de Terrassa al Mèrit Esportiu, guardó que li fou lliurat oficialment el 14 d'abril del 2000, coincidint amb el 51è aniversari de la fundació.

## Història
Els orígens de l'entitat es remunten a la delegació local a Terrassa del Reial Moto Club de Catalunya, establerta el 1916. Cap a 1949, un grup de membres d'aquesta delegació (afeccionats a l'automobilisme i al motociclisme) decideixen funcionar de forma autònoma i el 14 d'abril d'aquell any funden el Motor Club Terrassa, afiliat a la Federació Catalana de Motociclisme, amb seu al primer pis del número 141 de la Rambla d'Egara. Inicialment, els membres del MCT participaven en proves de regularitat, ral·lis i pujades de muntanya arreu de Catalunya, tant de cotxes com de motos, fins que la creixent professionalització de l'automobilisme durant la dècada de 1950 va fer que els cotxes anessin perdent pes dins l'entitat fins a desaparèixer-ne del tot, de manera que aquesta passà a centrar-se exclusivament en el motociclisme.
El 1963, uns quants membres del Motor Club Terrassa participaren en una de les primeres edicions del Trial de Sant Antoni, la primera prova d'aquesta disciplina disputada a la península Ibèrica (l'organitzava anualment per als seus parents i amics l'amo de Bultaco, Francesc Xavier Bultó). Amb l'experiència que hi adquiriren, els membres del MCT decidiren organitzar el seu propi trial i, finalment, el 1967 convocaren el I Trial de Sant Llorenç, una prova que esdevingué emblemàtica i que fou organitzada de forma ininterrompuda per l'entitat fins al 2001.

## Esdeveniments

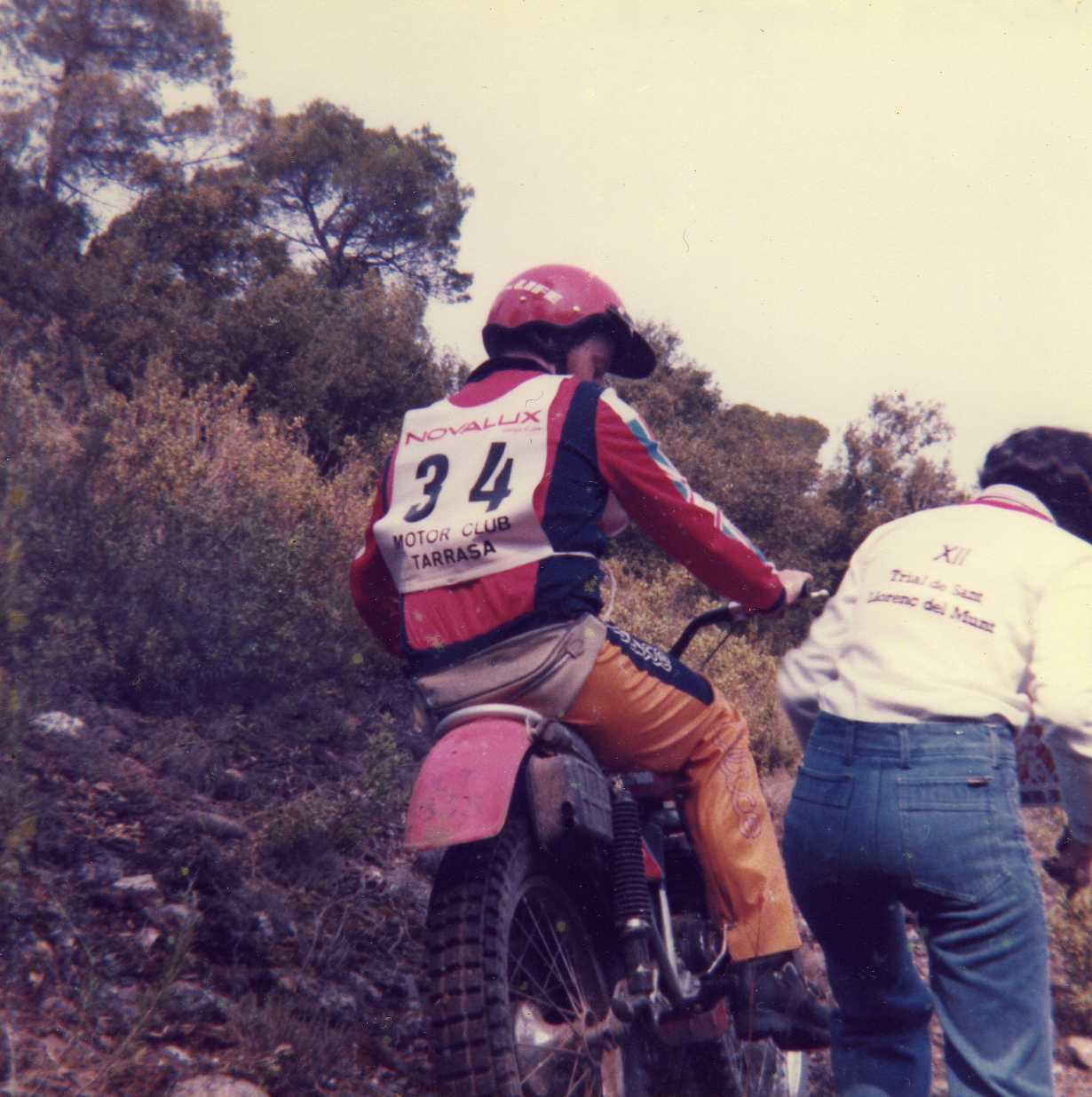
Martin Lampkin esperant que una jutgessa de zona li marqui la targeta, durant el Trial de Sant Llorenç de 1978

El Trial de Sant Llorenç ha atorgat renom internacional al Motor Club Terrassa, fins al punt que l'entitat és la que ha organitzat més proves puntuables per al Campionat del Món de trial durant la història d'aquest campionat: 23. A banda d'aquest esdeveniment, el MCT n'ha organitzat molts altres al llarg dels anys:
- 5 Proves puntuables per al Campionat de Catalunya de trial: 1967-1969, 1976 i 1996
- 2 Proves puntuables per al Campionat d'Espanya de trial: 1995-1996
- 5 Proves puntuables per al Campionat de Catalunya de Supermoto: 1993-1997 (celebrades als circuits de Castellbell i el Vilar -Can Padró- i de Sils)
- 1 Prova puntuable per al Campionat d'Espanya de velocitat: 1975
- 4 Proves puntuables per al Campionat de Catalunya de trialsín: 1986-1989
- 4 Proves puntuables per al Campionat d'Espanya de trialsín: 1986-1989

El MCT, a més, organitzà 25 edicions del Trial dels Bons Companys (puntuable per al Campionat de Catalunya) i col·laborà durant anys amb la revista Solo Moto en l'organització del Trial Indoor de Barcelona.

## Activitat esportiva
Molts membres del Motor Club han estat reeixits pilots de motociclisme, alguns d'ells fins i tot Campions del Món de les seves modalitats:

### Membres
Trial
- Jordi Tarrés, 7 vegades Campió del Món
- Amós Bilbao, Campió d'Espanya
- Gabriel Reyes, Campió d'Europa
- José Antonio Benítez, Campió d'Europa
- Marcel Justribó, Campió d'Europa
- Jordi Picola, Campió d'Espanya juvenil
- Jordi Garcia

Velocitat
- Àlex Crivillé, Campió del Món de 125cc i de 500cc
- Alex Barros, un dels millors al mundial de 500cc durant anys
- Luis Miguel Reyes, Campió d'Espanya de resistència
- Pere Riba, Campió d'Espanya Supersport
- Josep Voltà

Trialsín
- Daniel del Valle, Campió del Món de trialsín

### Palmarès
A nivell de clubs, el Motor Club Terrassa ha guanyat també nombrosos títols:
Trial
- 3 Campionats de Catalunya: 1987, 1992 i 1994
- 2 Campionats de Catalunya de trial per a nens: 1991-1992
- 2 Campionats d'Espanya: 1986 i 1988
- 8 Campionats d'Espanya Sènior: 1989-1996
- 1 Campionat d'Espanya Júnior: 1986
- 1 Campionat d'Espanya Veterans: 1994

Carretera
- 2 Campionats de Catalunya de pujades: 1989-1990
- 1 Campionat de Catalunya de velocitat: 1991
- 4 Campionats de Catalunya de ral·lis: 1991-1994
- 1 Campionat de Catalunya de Supersport: 1992
- 1 Campionat d'Espanya de velocitat 75cc: 1986
- 1 Campionat d'Espanya de ral·lis: 1993
- 1 Campionat d'Espanya de Supersport: 1993

Altres
- 2 Campionats de Catalunya de Supermoto: 1992-1993
- 1 Campionat d'Espanya 80cc: 1985